# Valley of the Gods (Film)
Valley of the Gods ist ein Filmdrama von Lech Majewski, das im September 2019 beim Polnischen Filmfestival Gdynia seine Premiere feierte und am 11. August 2020 in den USA veröffentlicht wurde.

## Handlung
John Ecas besucht das Valley of the Gods, ein Gebiet im Südosten von Utah in der Nähe des Monument Valley, wo die Geister der indianischen Navajo-Gottheiten die riesigen Felsen bewohnen sollen, und macht sich Notizen. Der frisch geschiedene Werbetexter folgte mit der Reise dem Rat seines Therapeuten Dr. Hermann, der es für die beste Möglichkeit hielt, sich mit all dem Kuriosen und Unerklärlichen in dieser Welt zu beschäftigen und einfach verrückte Dinge zu tun. Nachdem sich John erfolgreich im Klettern versucht hat, ist er entschlossen, den Roman zu schreiben, von dem er immer geträumt hat.
Seine Reise führt ihn zu Wes Tauros, dem reichsten Mann der Welt. Der ist gerade dabei, einen Vertrag über den Erwerb der Mineralrechte für das Tal der Götter abzuschließen, um Uran abzubauen. Dies treibt jedoch einen Keil zwischen die dort noch lebenden Navajos, von denen die einen nur an dem Geld interessiert sind, die anderen aber diesen Plänen skeptisch gegenüberstehen, weil man so das Land entweihen würde, das sie als heiligen Boden betrachten. John will eine Biografie über Wes Tauros schreiben und erfährt hierbei viel Sonderbares über diesen verschwiegenen Mann.

## Produktion
Regie führte Lech Majewski. Die hethitische Legende von Ullikummi diente als Ausgangspunkt für das Drehbuch, das der Regisseur selbst schrieb. Nach dieser Legende haben zwei Berge einen Felsen geschaffen, der halb Mensch, halb Gott war. Der Film greift aber auch einen anderen Erzählstrang auf, der die Geschichte des reichsten Mannes der Erde erzählt, eines Einsiedlers, der seinen potentiellen Biografen trifft. Valley of the Gods wurde von Angelus Silesius, der eigenen Produktionsfirma des polnischen Filmemachers, zusammen mit dem US-amerikanischen Ensemble Royal Road Entertainment und The Safran Company produziert.
US-Schauspieler John Malkovich spielt den Milliardär Wes Tauros, Josh Hartnett seinen Biografen John Ecas. Der britische Schauspieler John Rhys-Davies übernahm die Rolle von Johns Therapeuten Dr. Hermann.
Majewski beschreibt Valley of the Gods als einen optisch hoch entwickelten Film und eine Herausforderung in Sachen Digitaltechnik mit einer ganzen Reihe von Spezialeffekten. Im Frühjahr 2016 entstanden hierfür Aufnahmen in zwei Blue-Screen- und Green-Screen-Studios im Audiovisual Technology Center in Breslau. Als weitere Drehorte dienen/dienten Niederschlesien, das Zisterzienserkloster in Lubiąż, Schloss Książ und Kattowitz, die Heimatstadt des Filmemachers. Des Weiteren dreht/drehte man in Italien und Utah.
Eine erste Vorstellung des Films erfolgte am 17. September 2019 im Rahmen des Polnischen Filmfestivals Gdynia. Im Oktober 2019 wurde er beim Internationalen Filmfestival Warschau vorgestellt, im November 2019 beim Filmfestival Camerimage. Anfang Juni 2020 wurde ein erster Trailer vorgestellt. Am 11. August 2020 wurde der Film in den USA veröffentlicht. Im Oktober 2020 wird er beim Sitges Film Festival in der Sektion Noves Visions vorgestellt.

## Auszeichnungen

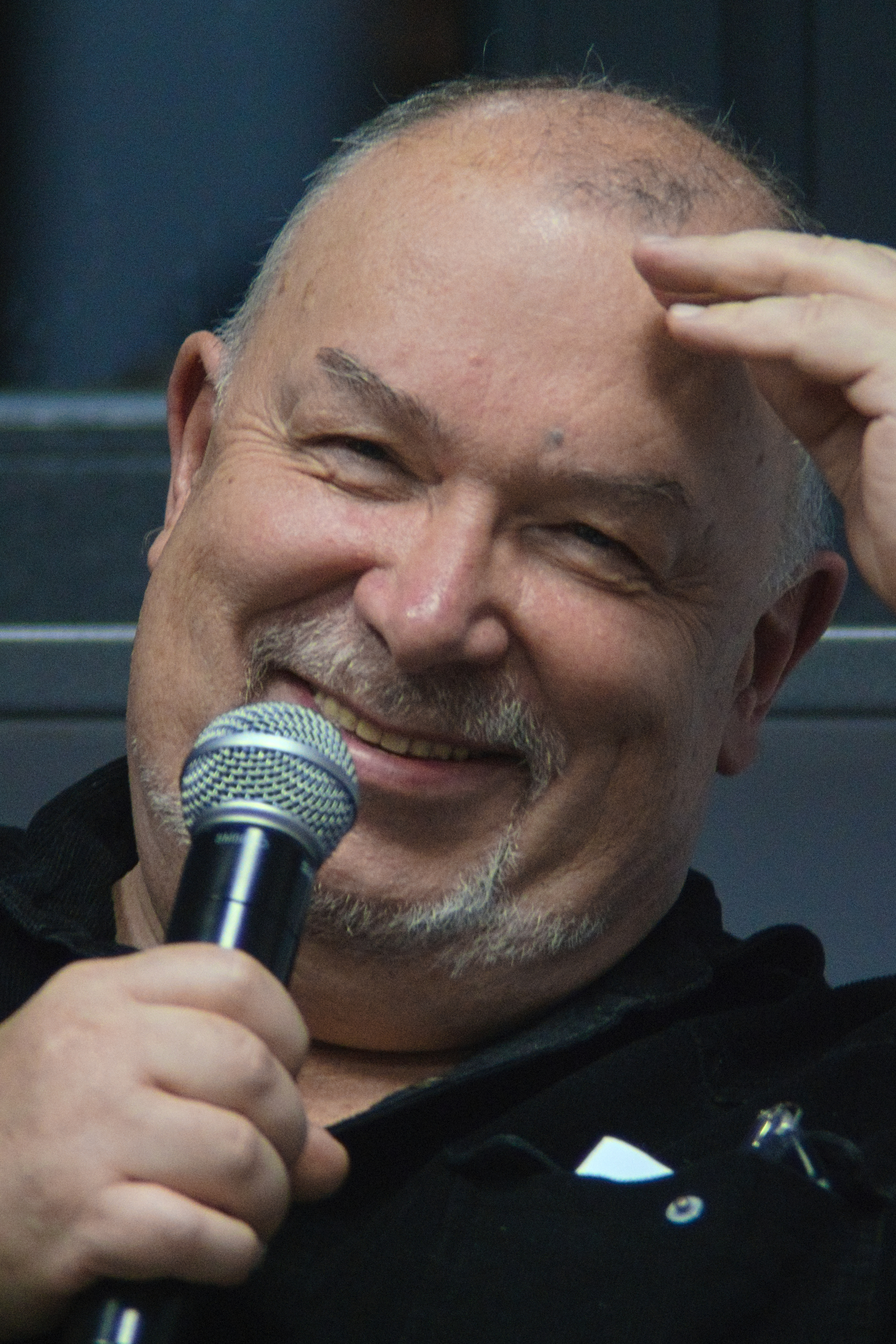
Regisseur Lech Majewski

Internationales Filmfestival Warschau 2019
- Nominierung im Wettbewerb[9]

Internationales Uranium Film Festival Berlin 2020
- Auszeichnung als Bester Spielfilm[10]

Polnischer Filmpreis 2021
- Auszeichnung für das Beste Szenenbild (Christopher Demuri und Lech Majewski)[11]

Polnisches Filmfestival Gdynia 2019
- Nominierung als Bester Film für den Goldenen Löwen (Lech Majewski)

Sitges Film Festival 2020
- Nominierung als Bester Film für den New Visions Award (Lech Majewski)[12]